# Naudoliva caitlinae
Naudoliva caitlinae is een slakkensoort uit de familie van de Pseudolividae. De wetenschappelijke naam van de soort is voor het eerst geldig gepubliceerd in 1989 door Kilburn.